# Нырков (Чечня)
Нырков — покинутый населённый пункт в Наурском районе Чеченской республики.

## География
Был расположен на северо-востоке от районного центра станицы Наурской, в 13 км к северу от станицы Мекенской.
Ближайшие населённые пункты: на северо-востоке — хутор Майорский, на юго-востоке — хутор Клинков, на юго-западе — хутор Капустино.

## История
Село было заброшено жителями, по всей видимости, во второй половине 90-х годов либо уже в 2000-е годы. По крайней мере, по состоянию на 1995 год Нырков обозначался на картах как жилое поселение.